# Elvira Notari
Elvira Notari, nascida Elvira Coda (Salerno, 10 de fevereiro de 1875 - Cava de 'Tirreni, 17 de dezembro de 1946) foi uma diretora de cinema, roteirista, produtora e atriz italiana.
É a mais jovem e produtiva cineasta da Itália, fez mais de 60 longa-metragens e cerca de 100 curtas-metragens e documentários. Ela é creditada como a primeira diretora de cinema que dirigiu mais de 60 longas-metragens e cerca de 100 documentários, muitas vezes escrevendo os temas e os roteiros, inspirados na cidade de Nápoles. O Prêmio Elvira Notari é nomeado após ela.
Elvira Notari era de origem social modesta. Ela se casou com Nicola Notari. Juntos, eles fundaram a Dora Film, e ela se tornou a primeira mulher italiana a criar uma empresa familiar de produção de filmes. Ela dirigiu os filmes, enquanto ele trabalhava como cinegrafista. Seu filho, Eduardo ou "Gennariello", baseado em um personagem que ele interpretou, trabalhou como ator em muitos dos filmes. Eduardo apelidou sua mãe de "O General", com base em sua força de vontade e determinação exibida em sua empresa de cinema. Em um exemplo, as lágrimas na tela de seus filmes tinham que ser reais, trazidas de um "detalhe doloroso ou emocionalmente sensível da vida privada de um ator", em vez do uso de glicerina para lágrimas artificiais.

## Estilo e Temas
Os longas-metragens feitos por Notari eram frequentemente baseados em formas napolitanas de drama (especialmente mulheres de classe média). Notari mudou para o sceneggiata, uma forma teatral híbrida baseada nas canções dramáticas populares e na fase de variedades, no início dos anos 1920, e filmada nas ruas de Nápoles usando atores amadores, que davam vibrações realistas aos seus filmes, enquanto cada uma das cenas de Notari utilizava a rua como um palco natural cheio de luzes, multidões e suas vozes, ao invés de ser filmado em estúdio. Notari definiu seus dramas apaixonados como parte de uma série definida por ela como grandi lavori popolari ("grandes obras populares"). O toque realista de Notari foi ligado ao movimento neorrealista posterior. O trabalho de Elvira Notari apresentou muitas janelas representando vários aspectos, assim como a cidade sendo de extrema importância, especialmente devido ao seu estilo de filmagem local. Além disso, a cidade e as janelas expandem as histórias públicas e privadas de Notari, com os nós fazendo parte do espaço público enquanto as mulheres ocupam o espaço doméstico. Embora Notari frequentemente apresentasse mulheres no espaço público, elas eram frequentemente cercadas por homens.

## Vida pregressa
Ela nasceu de Diego Coda e Agnese Vignes. À Elvira foi permitido frequentar a escola e buscar uma educação na Escola de Ciências na literatura enquanto dançava como hobby. Na escola, ela desenvolveu suas habilidades no uso da linguagem e isso foi mostrado em sua escrita. Em 1902, quando terminou a escola, ela e sua família se mudaram para Nápoles. Ela trabalhou como "modista", que continuou a fazer mesmo depois de se tornar cineasta. Onde depois de algum tempo ela conheceu e em agosto de 1902, casou-se com Nicola Notari. Eles tiveram três filhos, Eduardo, Dora e Maria.

## Carreira
Elvira, juntamente com o marido, estabeleceu sua empresa de produção. Depois de algumas mudanças de nome, eles se estabeleceram na Dora Films, que recebeu o nome de sua filha, que nunca trabalhou no negócio. A Dora Films começou pequena como um simples laboratório fotográfico em 1905. A empresa de Notari destacou-se com seus títulos de filmes coloridos, chamados Cinecittà, que eram usados para visualizar eventos e atrações. Em 1912 a empresa Dora Film construiu um cenário, ou teatro di posa ¸ e se tornou uma casa de produção completa. Seu marido trabalhava na câmera enquanto Elvira dirigia e escrevia os filmes. Ela é creditada como a primeira diretora de cinema. A maior parte do trabalho feito pelos filmes de Dora foi perdida, com apenas alguns registros restantes. A Dora Films era uma verdadeira produtora, que incluía edição, laboratórios e outras necessidades para criar filmes. A sincronização ao vivo de músicas e músicas com as imagens na tela, muitas vezes desenhadas à mão ou coloridas à máquina, é possivelmente a melhor forma multimídia de entretenimento de todos os tempos.
Na década de 1920, os filmes de Notari tiveram de ser distribuídos em todo o mercado norte-americano, uma vez que lhes foi negada a circulação nacional na Itália, apesar de serem uma das mais bem sucedidas e importantes produtoras de cinema italiano da época. A Dora Films acabou por formar um escritório em Nova York, apropriadamente em Little Italy; os filmes realizados  trouxeram os imigrantes italianos para o cinema, e contribuíram para disseminar a cultura italiana.
Os filmes de Dora também tiveram uma escola de atuação de arte cinematográfica. Na Dora Films, Elvira produziu documentários e curtas-metragens. De acordo com um testemunho de seu filho, Elvira exigiu uma performance real e verdadeira de seus atores. Os filmes produzidos nos filmes de Dora foram feitos através de um olhar feminino, bem como lidando com a vida natural na Itália. Elvira lembraria seus atores sobre momentos tristes de sua vida. Isso foi “reminiscente do neorrealismo”. Elvira é creditada com a contribuição para a escola de atuação, além de ser roteirista. Entende-se que ela também poderia ter trabalhado na edição dos filmes que eles produziram.
Elvira Notari contava com a literatura feminina quando se tratava do desenvolvimento de suas ideias. Em seus “melodramas femininos”, ela se concentra na perspectiva feminina. Elvira tinha a tendência de retratar a "mulher negra", a femme fatale, uma mulher que se desviava da norma. Havia um foco no corpo feminino, bem como fantasia feminina, que é um aspecto do trabalho de Elvira Natori. Nas suas obras, Nfama! e A Piedigrotta as mulheres lideradas são descritas como a "figura feminina indisciplinada" , os filmes passam a retratar a luta dessas mulheres. Um dos outros temas em seus filmes, que apresentam esses tipos de mulheres, é o desejo. Homens que desejam mulheres, mulheres que desejam algum tipo de sentimento ou emoção.
A censura na Itália recaiu sobre os filmes de Dora. Os filmes lançaram uma luz sobre aspectos da vida italiana que muitos consideravam inadequados para serem retratados. Os filmes muitas vezes lidavam com “linguagem grosseira e tons sexuais”, que testavam a ideia de censura. A censura frequentemente pedia que as cenas fossem editadas ou removidas. Além disso, o declínio de Notari veio através da intervenção fascista em sua própria casa e ela inevitavelmente mudou para o filme de Hollywood, incluindo a trilha sonora original, com seu filme Napoli terra d'amore (1928) sendo um desastre com seu público. Um ligeiro ressurgimento com seu filme, Trionfo cristiano (1930) (embora a data de lançamento seja controversa), Notari mudou novamente para temas religiosos, novamente controversos devido ao desejo por sua ideologia.
Além disso, e mais recentemente, o filme de Notari, A Santanotte (1922), foi restaurado entre 2007-2008, reunindo títulos explicando a censura de uma infinidade de representações dentro do filme que vão da violência física à bebida, entre outras coisas. Essas representações também dificultaram Notari com a censura dos Estados Unidos, embora ela tenha encontrado sucesso na América através de anúncios.

## Vida após o cinema
Nos anos finais da produção dos filmes de Dora, em 1930, Elvira e seu marido se mudaram para a indústria cinematográfica nos anos 1930. Devido à entrada de som nos filmes e à ascensão da censura, os filmes de Dora terminaram. Embora a falta de desejo e som não seja a razão pela qual ela realmente se aposentou, mas apenas os problemas com a censura. Além disso, também pode ser devido ao fato de que era necessário que os cineastas italianos se mudassem para Roma devido às escolhas governamentais e Elvira não desejava. Elvira mudou-se para Cava de 'Tirreni, perto de Salerno, onde se aposentou e morreu em 17 de dezembro de 1946. A família  Notari abriu uma loja de equipamentos fotográficos. Mais tarde, seu marido se tornou distribuidor de filmes.

## Filmografia
| Ano  | Título                                    | Contribuição                  | Duração               |  |
| ---- | ----------------------------------------- | ----------------------------- | --------------------- |  |
| 1911 | Maria Rosa di Santa Flavia                | Direção Atriz                 | Curta-metragem        |  |
| 1911 | Carmela la pazza                          | Direção                       | Curta-metragem        |  |
| 1911 | Bufera d'anime                            | Direção Atriz                 | Curta-metragem        |  |
| 1912 | La figlia del Vesuvio                     | Direção                       | Curta-metragem        |  |
| 1912 | Eroismo di un aviatore militare a Tripoli | Direção Atriz                 |                       |  |
| 1913 | Povera Tisa, povera madre!                | Direção Atriz                 | Curta-metragem        |  |
| 1913 | I nomadi                                  | Direção                       | Curta-metragem        |  |
| 1913 | Il tricolore                              | Direção Atriz                 | Curta-metragem        |  |
| 1914 | Ritorna all'onda                          | Direção Atriz Writer          | Curta-metragem        |  |
| 1914 | La fuga del gatto                         | Direção                       | Curta-metragem        |  |
| 1915 | Sempre avanti, Savoia!                    | Direção                       |                       |  |
| 1916 | Gloria ai caduti                          | Direção                       |                       |  |
| 1916 | Carmela, la sartina di Montesanto         | Direção                       |                       |  |
| 1916 | Ciccio, il pizzaiuolo del Carmine         | Direção                       |                       |  |
| 1917 | Il nano rosso                             | Direção                       |                       |  |
| 1917 | Mandolinata a mare                        | Direção                       |                       |  |
| 1917 | La maschera del vizio                     | Direção Atriz                 |                       |  |
| 1917 | 'E Scugnizze                              | Direção                       |                       |  |
| 1918 | Il barcaiuolo d'Amalfi                    | Direção                       |                       |  |
| 1918 | Pusilleco addiruso                        | Direção                       | Curta-metragem        |  |
| 1918 | Gnesella                                  | Direção                       |                       |  |
| 1919 | Chiarina la modista                       | Direção                       |                       |  |
| 1919 | Gabriele, il lampionaro di porto          | Direção                       |                       |  |
| 1919 | Medea di Portamedina                      | Direção                       |                       |  |
| 1920 | A Piedigotta                              | Direção Roteiro               | Curta-metragem        |  |
| 1920 | 'A Legge                                  | Direção                       |                       |  |
| 1921 | 'O munaciello                             | Direção                       |                       |  |
| 1921 | Gennariello polizziotto                   | Direção                       |                       |  |
| 1921 | Luciella                                  | Direção                       |                       |  |
| 1921 | Gennariello, il figlio del galeotto       | Direção                       | Curta-metragem        |  |
| 1922 | Il miracolo della Madonna di Pompei       | Direção                       |                       |  |
| 1922 | 'A Santanotte                             | Direção                       | Extant                |  |
| 1922 | E'Piccerella                              | Direção Roteiro               | Curta-metragem Extant |  |
| 1923 | Sotto San Francisco                       | Direção                       | Curta-metragem        |  |
| 1923 | 'O cuppè d'a morte                        | Direção                       |                       |  |
| 1924 | Brother's Heart                           | Direção                       |                       |  |
| 1924 | A Marechiare 'nce sta 'na fenestra        | Direção                       |                       |  |
| 1924 | 'Nfama                                    | Direção                       |                       |  |
| 1925 | Mettete l'avocato                         | Direção                       |                       |  |
| 1927 | Soldier's Fantasy Fantasia 'e surdate     | Direção Atriz Edição Produção | Curta-metragem        |  |
| 1927 | L'Italia s'è desta                        | Direção                       |                       |  |
| 1928 | Napoli Terra d' Amore                     | Direção                       |                       |  |
| 1928 | Duie Paravise                             | Direção                       |                       |  |
| 1929 | Napoli sirena della canzone               | Direção                       |                       |  |